# FIBA Asia Champions Cup 2016
La FIBA Asia Champions Cup 2016 è stata la venticinquesima edizione della massima competizione continentale per club di basket dell'Asia organizzata dalla FIBA Asia, la FIBA Asia Champions Cup. 
Il torneo, a cui hanno preso parte 10 squadre provenienti da altrettante nazioni, si è svolto in Cina dall'8 al 16 ottobre 2016, presso il 
Chenzhou Olympic Sports Centre Gymnasium di Chenzhou dove si sono giocate tutte le partite. Questa edizione ha segnato il ritorno della competizione dopo due anni di assenza.
Gli Xinjiang F. Tigers dalla Cina, che hanno utilizzato il nome di China Kashgar durante questo torneo, hanno vinto il loro primo titolo della FIBA Asia Champions Cup, al loro debutto assoluto nel torneo. Dopo essere rimasto imbattuto nell'intero torneo, lo Xinjiang ha sconfitto l'Al-Riyadi Beirut dal Libano nella partita finale, con il risultato di 96-88. Con questo successo è la quarta volta che un club cinese vinceva il torneo.

## Squadre Qualificate
| Asia Centrale | Asia Orientale     | Golfo Persico  | Asia Meridionale | Sud-East asiatico | Asia Occidentale |
| ------------- | ------------------ | -------------- | ---------------- | ----------------- | ---------------- |
| Barsy Atyrau  | Xinjiang F. Tigers | Shabab Al-Ahli | ONGC             | KL Dragons        | P. Bandar Imam   |
|               | Pauian Archiland   | Al-Rayyan Doha |                  |                   | Al-Riyadi Beirut |
|               |                    |                |                  |                   | Al-Shorta        |

Secondo le regole della FIBA Asia, il numero delle squadre partecipanti alla FIBA Asia Champions Cup è dieci. Ognuna delle sei sottozone FIBA Asia ha un posto assegnato per la competizione ed anche il paese ospitante, la Cina, ha avuto diritto ad un posto per una sua squadra. Gli altri tre posti sono stati assegnati alle varie zone FIBA in base alle prestazioni nella FIBA Asia Champions Cup 2013.
Secondo il sito web ufficiale della Federazione cestistica dell'India, il 30esimo Campionato nazionale di pallacanestro della Federazione è servito come torneo di qualificazione per la FIBA Asia Champions Cup, con la squadra campione che avrebbe rappresentato l'Asia meridionale. Il 14 marzo 2016, l' ONGC ha sconfitto l'IOB in finale vincendo il campionato e il diritto di rappresentare la sottozona dell'Asia meridionale alla FIBA Asia Champions Cup
.
Il 27 marzo 2016, i KL Dragons si sono aggiudicati un posto per la FIBA Asia Champions Cup 2016 vincendo l'ASEAN Basketball League 2015-2016, contro i rivali del Singapore Slingers dopo la serie finale giocata al meglio delle 5 partite.

## Fase a gironi
Il sorteggio della fase a girone si è tenuto a Chenzhou il 1 settembre 2016.
Tutte le partite sono state giocate secondo l'orario locale (UTC+8).

### Gruppo A
| Pos | Squadra          | G | V | P | PF  | PS  | DP   | Pt | Qualificazione   |
| --- | ---------------- | - | - | - | --- | --- | ---- | -- | ---------------- |
| 1   | Al-Riyadi Beirut | 4 | 4 | 0 | 362 | 287 | +75  | 8  | Quarti di Finale |
| 2   | P. Bandar Imam   | 4 | 3 | 1 | 347 | 251 | +96  | 7  | Quarti di Finale |
| 3   | Pauian Archiland | 4 | 2 | 2 | 351 | 341 | +10  | 6  | Quarti di Finale |
| 4   | Al-Rayyan Doha   | 4 | 1 | 3 | 284 | 323 | −39  | 5  | Quarti di Finale |
| 5   | ONGC             | 4 | 0 | 4 | 240 | 382 | −142 | 4  |                  |

### Gruppo B
| Pos | Squadra            | G | V | P | PF  | PS  | DP   | Pt | Qualificazione   |
| --- | ------------------ | - | - | - | --- | --- | ---- | -- | ---------------- |
| 1   | Xinjiang F. Tigers | 4 | 4 | 0 | 425 | 276 | +149 | 8  | Quarti di Finale |
| 2   | Shabab Al-Ahli     | 4 | 3 | 1 | 341 | 319 | +22  | 7  | Quarti di Finale |
| 3   | Al-Shorta          | 4 | 2 | 2 | 330 | 301 | +29  | 6  | Quarti di Finale |
| 4   | Barsy Atyrau       | 4 | 1 | 3 | 297 | 344 | −47  | 5  | Quarti di Finale |
| 5   | KL Dragons         | 4 | 0 | 4 | 252 | 405 | −153 | 4  |                  |

## Fase Finale

### Tabellone principale
|  | Quarti di finale 14 Ottobre | Quarti di finale 14 Ottobre | Quarti di finale 14 Ottobre |                    |                | Semifinali 15 Ottobre | Semifinali 15 Ottobre | Semifinali 15 Ottobre |  |  | Finale 16 Ottobre | Finale 16 Ottobre | Finale 16 Ottobre |
|  |                             |                             |                             |                    |                |                       |                       |                       |  |  |                   |                   |                   |
|  | B4                          | Barsy Atyrau                | 69                          |                    |                |                       |                       |                       |  |  |                   |                   |                   |
|  | A1                          | Al-Riyadi Beirut            | 88                          |                    |                |                       |                       |                       |  |  |                   |                   |                   |
|  | A1                          | Al-Riyadi Beirut            | 88                          |                    | A1             | Al-Riyadi Beirut      | 107                   |                       |  |  |                   |                   |                   |
|  |                             |                             |                             |                    | A1             | Al-Riyadi Beirut      | 107                   |                       |  |  |                   |                   |                   |
|  |                             | B2                          | Shabab Al-Ahli              | 79                 |                |                       |                       |                       |  |  |                   |                   |                   |
|  | B2                          | B2                          | Shabab Al-Ahli              | 79                 | Shabab Al-Ahli | 90                    |                       |                       |  |  |                   |                   |                   |
|  | B2                          |                             |                             |                    | Shabab Al-Ahli | 90                    |                       |                       |  |  |                   |                   |                   |
|  | A3                          | Pauian Archiland            | 80                          |                    |                |                       |                       |                       |  |  |                   |                   |                   |
|  |                             |                             |                             |                    |                |                       |                       |                       |  |  | A1                | Al-Riyadi Beirut  | 88                |
|  |                             |                             | B1                          | Xinjiang F. Tigers | 96             |                       |                       |                       |  |  |                   |                   |                   |
|  | A4                          | Al-Rayyan Doha              | 84                          |                    |                |                       |                       |                       |  |  |                   |                   |                   |
|  | B1                          | Xinjiang F. Tigers (OT)     | 95                          |                    |                |                       |                       |                       |  |  |                   |                   |                   |
|  | B1                          | Xinjiang F. Tigers (OT)     | 95                          |                    | B1             | Xinjiang F. Tigers    | 90                    |                       |  |  |                   |                   |                   |
|  |                             |                             |                             |                    | B1             | Xinjiang F. Tigers    | 90                    |                       |  |  |                   |                   |                   |
|  |                             | A2                          | P. Bandar Imam              | 86                 |                |                       |                       |                       |  |  |                   |                   |                   |
|  | A2                          | A2                          | P. Bandar Imam              | 86                 | P. Bandar Imam | 88                    |                       |                       |  |  |                   |                   |                   |
|  | A2                          |                             |                             |                    | P. Bandar Imam | 88                    |                       |                       |  |  |                   |                   |                   |
|  | B3                          | Al-Shorta                   | 67                          |                    |                |                       |                       |                       |  |  |                   |                   |                   |

### Tabellone 5º- 8º posto
|  | Semifinali 15 Ottobre | Semifinali 15 Ottobre | Semifinali 15 Ottobre |           |                  | Finale 5º posto 16 Ottobre | Finale 5º posto 16 Ottobre | Finale 5º posto 16 Ottobre |  |
|  |                       |                       |                       |           |                  |                            |                            |                            |  |
|  | Barsy Atyrau          | Barsy Atyrau          | 64                    |           |                  |                            |                            |                            |  |
|  | Barsy Atyrau          | Barsy Atyrau          | 64                    |           |                  |                            |                            |                            |  |
|  | Pauian Archiland      | Pauian Archiland      | 72                    |           |                  |                            |                            |                            |  |
|  | Pauian Archiland      | Pauian Archiland      | 72                    |           | Pauian Archiland | Pauian Archiland           | 72                         |                            |  |
|  |                       |                       |                       |           | Pauian Archiland | Pauian Archiland           | 72                         |                            |  |
|  |                       |                       | Al-Shorta             | Al-Shorta | 81               |                            |                            |                            |  |
|  | Al-Rayyan Doha        | Al-Rayyan Doha        | Al-Shorta             | Al-Shorta | 81               | 63                         |                            |                            |  |
|  | Al-Rayyan Doha        | Al-Rayyan Doha        |                       |           |                  | 63                         |                            |                            |  |
|  | Al-Shorta             | Al-Shorta             | 90                    |           |                  | Finale 7º posto 16 Ottobre | Finale 7º posto 16 Ottobre | Finale 7º posto 16 Ottobre |  |
|  | Al-Shorta             | Al-Shorta             | 90                    |           |                  |                            |                            |                            |  |
|  |                       |                       |                       |           |                  |                            |                            |                            |  |
|  |                       |                       |                       |           |                  | Barsy Atyrau               | Barsy Atyrau               | 78                         |  |
|  |                       |                       |                       |           |                  | Barsy Atyrau               | Barsy Atyrau               | 78                         |  |
|  |                       |                       |                       |           |                  | Al-Rayyan Doha             | Al-Rayyan Doha             | 84                         |  |

### Finale Terzo posto
| Arbitri: | Marwan Egho Ahmed Ali Yaseen Al-Suwaili Wang Mei |

|               |          |                     |
| Young 43      | Punti    | 22 White, Yakhchali |
| S. Alajmani 2 | Assist   | 7 Robinson          |
| Young 10      | Rimbalzi | 19 White            |

### Finale
| Arbitri: | Ferdinand Pascual Ahmed Al Bulushi Snehal Bendke |

|              |          |            |
| El Khatib 23 | Punti    | 22 Blatche |
| Spencer 12   | Assist   | 13 Adams   |
| Abdelnour 11 | Rimbalzi | 9 Zhou     |

| FIBA Asia Champions Cup 2016 |
| ---------------------------- |
| Xinjiang F. Tigers 1º Titolo |

## Classifica finale
| Posizione | Squadra            | Record |
| --------- | ------------------ | ------ |
|           | Xinjiang F. Tigers | 7–0    |
|           | Al-Riyadi Beirut   | 6–1    |
|           | P. Bandar Imam     | 5–2    |
| 4°        | Shabab Al-Ahli     | 4–3    |
| 5°        | Al-Shorta          | 4–3    |
| 6°        | Pauian Archiland   | 3–4    |
| 7°        | Al-Rayyan Doha     | 2–5    |
| 8°        | Barsy Atyrau       | 1–6    |
| 9°        | ONGC               | 0–4    |
| 10°       | KL Dragons         | 0–4    |

## Premi

### Riconoscimenti individuali
| Riconoscimento                       | Giocatore        | Squadra            | Note   |
| ------------------------------------ | ---------------- | ------------------ | ------ |
| FIBA Asia Champions Cup MVP          | Dewarick Spencer | Al-Riyadi Beirut   | [ 10 ] |
| FIBA Asia Champions Cup Best Guard   | Dewarick Spencer | Al-Riyadi Beirut   | [ 10 ] |
| FIBA Asia Champions Cup Best Forward | Sam Young        | Shabab Al-Ahli     | [ 10 ] |
| FIBA Asia Champions Cup Best Center  | Andray Blatche   | Xinjiang F. Tigers | [ 10 ] |

### Quintetti ideali
| All-FIBA Asia Champions Cup First Team | All-FIBA Asia Champions Cup First Team | All-FIBA Asia Champions Cup Second Team | All-FIBA Asia Champions Cup Second Team |
| -------------------------------------- | -------------------------------------- | --------------------------------------- | --------------------------------------- |
| Darius Adams                           | Xinjiang F. Tigers                     | Wael Arakji                             | Al-Riyadi Beirut                        |
| Fadi El Khatib                         | Al-Riyadi Beirut                       | Gerald Robinson                         | P. Bandar Imam                          |
| Dewarick Spencer                       | Al-Riyadi Beirut                       | Preston Knowles                         | Al-Rayyan Doha                          |
| Sam Young                              | Shabab Al-Ahli                         | James White                             | P. Bandar Imam                          |
| Andray Blatche                         | Xinjiang F. Tigers                     | Quincy Davis                            | Pauian Archiland                        |